# Аверьянов, Иван Ильич
Ива́н Ильи́ч Аверья́нов (19 октября 1921, с. Попелёвка, Орловская губерния — 4 декабря 1976, Орехово-Зуево, Московская область) — участник Великой Отечественной войны (старшина, командир стрелкового взвода 1035-го стрелкового полка 280-й стрелковой дивизии 60-й армии Центрального фронта), Герой Советского Союза (1943), младший лейтенант.

## Биография
Родился 19 октября 1921 года в селе Попелёвка (ныне Спешнево Болховского района) в крестьянской семье. В 1936 году окончил 7 классов, в 1940 году — аэроклуб в Москве. В Красной Армии с мая 1941 года. Участник Великой Отечественной войны с июня 1941 года. После войны — младший лейтенант в запасе, жил и работал в городе Орехово-Зуево Московской области.

## Подвиг
26 сентября 1943 года старшина Иван Аверьянов во главе взвода одним из первых в батальоне форсировал реку Днепр севернее Киева. Выбив врага из прибрежных окопов, взвод старшины Аверьянова захватил плацдарм. В бою по расширению плацдарма Аверьянов был ранен, но не покинул поля боя.
Указом Президиума Верховного Совета СССР от 17 октября 1943 года за образцовое выполнение боевых заданий командования на фронте борьбы с немецко-фашистскими захватчиками и проявленные при этом мужество и героизм старшине Аверьянову Ивану Ильичу присвоено звание Героя Советского Союза с вручением ордена Ленина и медали «Золотая Звезда» (№ 1261).

## Награды
- Медаль «Золотая Звезда» Героя Советского Союза
- Орден Ленина
- Медали

## Память
- В Болхове Орловской области установлен памятный знак.
- В селе Однолуки названа школа имени И. И. Аверьянова.